# 2018–2019-es magyar női vízilabdakupa
A 2018–2019-es magyar női vízilabdakupa a tizenkilencedik kiírás volt a versenysorozat történetében. A kupára tíz csapat nevezett. A győzelmet az UVSE szerezte meg.

## Eredmények

### Selejtező
október 27–28.
A csoport (Eger, Bitskey Aladár Uszoda)
| Hely. | Csapat            | M | Gy | D | V | G+ | G– | Gk  | P | Továbbjutás vagy kiesés      |  | FTC   | EGER  | TVSE | KER  |
| ----- | ----------------- | - | -- | - | - | -- | -- | --- | - | ---------------------------- |  | ----- | ----- | ---- | ---- |
| 1.    | Ferencváros       | 3 | 3  | 0 | 0 | 42 | 23 | +19 | 9 | Továbbjutott a negyeddöntőbe |  | —     | 12–11 | 14–3 | 16–9 |
| 2.    | Egri VK           | 3 | 2  | 0 | 1 | 45 | 22 | +23 | 6 | Továbbjutott a negyeddöntőbe |  | 11–12 | —     | 16–4 | 18–6 |
| 3.    | Tatabányai VSE    | 3 | 1  | 0 | 2 | 16 | 38 | −22 | 3 | Továbbjutott a negyeddöntőbe |  | 3–14  | 4–16  | —    | 9–8  |
| 4.    | III. kerületi TVE | 3 | 0  | 0 | 3 | 23 | 43 | −20 | 0 |                              |  | 9–16  | 6–18  | 8–9  | —    |

B csoport (Kőér utca)
| Hely. | Csapat          | M | Gy | D | V | G+ | G– | Gk  | P | Továbbjutás vagy kiesés      |  | SZEN | SZEG | BHSE |
| ----- | --------------- | - | -- | - | - | -- | -- | --- | - | ---------------------------- |  | ---- | ---- | ---- |
| 1.    | Szentesi VK     | 2 | 2  | 0 | 0 | 27 | 7  | +20 | 6 | Továbbjutott a negyeddöntőbe |  | —    | 14–2 | 13–5 |
| 2.    | Szegedi Egyetem | 2 | 1  | 0 | 1 | 18 | 22 | −4  | 3 | Továbbjutott a negyeddöntőbe |  | 2–14 | —    | 16–8 |
| 3.    | Bp. Honvéd      | 2 | 0  | 0 | 2 | 13 | 29 | −16 | 0 |                              |  | 5–13 | 8–16 | —    |

### Negyeddöntő
november 16–18.
| 1. csapat             | Össz. | 2. csapat       | 1. mérk. | 2. mérk. |
| --------------------- | ----- | --------------- | -------- | -------- |
| Egri VK               | 24–25 | Ferencváros     | 12–11    | 12–14    |
| Dunaújvárosi Főiskola | 35–6  | Szegedi Egyetem | 16–4     | 19–2     |
| UVSE                  | 27–11 | Tatabányai VSE  | 21–3     | 6–8      |
| BVSC-Zugló            | 33–14 | Szentesi VK     | 15–8     | 18–6     |

### Elődöntő
december 14., Tüske uszoda
| 1. csapat             | Eredmény | 2. csapat   |
| --------------------- | -------- | ----------- |
| UVSE                  | 11–9     | Ferencváros |
| Dunaújvárosi Főiskola | 11–12    | BVSC-Zugló  |

### Döntő
| 2018. december 16. 14:00 | UVSE                                                              | 10–5 | BVSC-Zugló                                | Komjádi uszoda Nézőszám: 600 Játékvezetők: Berki András Rubos Károly |
| 2018. december 16. 14:00 | (3–0, 1–0, 2–1, 4–4)                                              |      |                                           | Komjádi uszoda Nézőszám: 600 Játékvezetők: Berki András Rubos Károly |
| 2018. december 16. 14:00 | Szűcs 3 Keszthelyi 2 Antal 1 Kiss 1 Baksa 1 Rybanska 1 Sevenich 1 |      | Kele 1 Farkas 1 Leimeter 1 Illés 1 Kuna 1 | Komjádi uszoda Nézőszám: 600 Játékvezetők: Berki András Rubos Károly |

Az UVSE kupagyőztes csapatának tagjai: Antal Dóra, Baksa Vanda, Faragó Kamilla, Gangl Edina, Kakas Krisztina, Keszthelyi Rita, Kiss Eszter Lara, Koppány Szamira, Kurucz Kata, Lantos Krisztina, Lehoczky Dóra, Maczkó Lilla, Mucsy Anna Mandula, Pál Anna, Peresztegi Nagy Kinga, Rybanska Natasa, Vivian Sevenich, Szűcs Gabriella, Telek Dorottya, vezetőedző: Benczur Márton